# 堀之內軌道
堀之內軌道（日语：／）是一條曾經於靜岡縣內行走的輕便鐵路。

## 概要
路線從堀之內町（在敷設當時為西方村，現時：菊川市）東海道本線堀之內站（現時：菊川站）前延伸至池新田村（現時：御前崎市），把內陸的東海道本線與海邊地區連接起來。總部和車廠是在堀之內町（現時：菊川市堀之內）內。
當時的鐵路是使用馬車行走。曾經計劃改變為蒸氣鐵路，但是當時正值第一次世界大戰，使煤礦價格高昂。加上由於機車會黑煙，使在市區上行走並不理想。也計劃把鐵路電氣化，但是由於需要投入更多資金而放棄。姊妹公司松下工場是當地的機械製造商，該公司也是德國道依茨馬達的經銷商。因此引入了名為「奧圖機車」，由該公司生產的小型柴油機車。這是日本早期引入柴油機車的例子之一。
該軌道主要運送當地與茶相關貨物和軍需。後來踏入昭和初期，由於開始使用汽車運送而廢除此路線。
由於整個路段較多與路面共用區間，車站和軌道設施相對簡單。後來由於進行土地重整，除了中途的佐栗谷隧道外，其餘路軌遺址已經不存在了。
現時由靜鐵Justline營運的巴士路線（菊川濱岡線）正是在軌道線差不多區間上行走。

### 路線資料
截至1935年12月廢除一刻
- 路線距離（營業距離）：14.8公里
- 軌距：762mm
- 雙線區間：沒有（全線單線）
- 電氣化區間：沒有（全線非電氣化（日语：非電化））

### 使用車輛

#### 機車
- 1號機車：Motorenfabrik Deutz AG製 ML128形
  - 臥式單缸柴油引擎，14匹馬力
  - 由於動力不足，因此不會牽引客車，也不會在線上服役。
- 2 - 5號機車：Motorenfabrik Deutz AG製 ML132形
  - 臥式單缸奧圖循環式柴油引擎，22匹馬力
- 6號機車：Motorenfabrik Deutz AG製 型號不詳
  - 臥式單缸奧圖循環式柴油引擎，28匹馬力

#### 客車
- 1、2號客車：轉向架客車
  - 載客量34（座位：24，企位：12）
- 3、4號客車：轉向架客運與行李車廂
  - 載客量24（座位：16，企位：8）
- 5、6號客車：四輪客車（松下工場製）
  - 載客量10

## 歷史

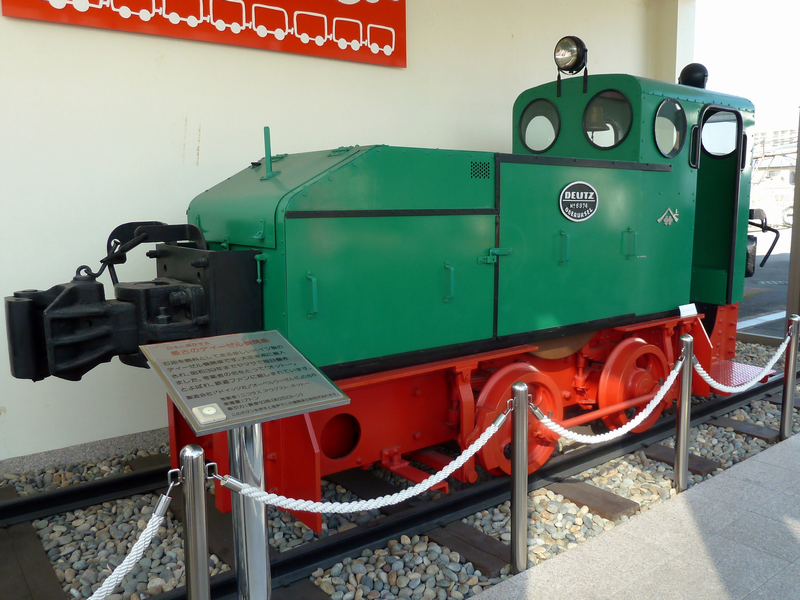
在山佐醬油第一工場展示的「奧圖機車」

- 1897年（明治30年）6月1日 - 取得堀之內至南山之間的軌道敷設許可[2]
- 1898年（明治31年）9月21日 - 城東馬車鐵道成立
- 1899年（明治32年）8月19日 - 堀之內至南山之間開業（馬車鐵路，軌距606毫米）[3]
- 1917年（大正6年）1月28日 - 公司改名為御前崎軌道
- 1919年（大正8年）4月 - 開設電力業務[4]。除了供電給電燈外，還計劃還自家路線電氣化，可是由於成本高昂而放棄
- 1921年（大正10年）11月28日[注 2] - 軌道業務轉讓至堀之內軌道運輸
- 1922年（大正11年）2月 - 御前崎軌道與靜岡電力（日语：静岡電力）合併[4]
- 1923年（大正12年）12月29日 - 南山至池新田之間啟用（動力：內燃機，軌距762毫米）。引入內燃動力（柴油）機車
  - 當時該小型機車搭載單缸柴油引擎，由於車體極窄，在邊面有一些圓窗，使人聯想起一艘輪船。引擎噪音極大，加上馬力不足和不熟悉的操控，使機車常常發生故障。直至廢線前，一直辛苦地使用該機車。使用該機車的引擎點火方式使用奧圖循環，因此沿線的人會稱呼為「奧圖機車」。最後該機車沒有在堀之內軌道上行走，同型號機車被遷移至千葉縣銚子市山佐醫油（日语：ヤマサ醤油）工場作靜態保存。
- 1924年（大正13年）7月23日 - 西橫地至南山之間的軌距改為762毫米，該區間變更為內燃動力
- （不明） - 堀之內至西橫地之間的軌距改為762毫米，該區間變更為內燃動力
- 1925年（大正14年）5月 - 機車開始直通運輸
- 1926年（大正15年）11月30日 - 堀之內站遷移至國鐵堀之內站前，改名為堀之內站前站
- 1935年（昭和10年）5月10日 - 暫停營業
- 1935年（昭和10年）12月4日 - 路線被廢除

## 車站列表
堀之内站前站（開業當初名為堀之內站） –  五丁目站 –  萬田橋站 –  三軒家站 –  圓通寺站 –  西橫地站 –  奈良野站 –  上平川站 –  城山下站 –  平田站 –  橋本站 –  赤土站 –  南山站 –  南山學校前站 –  川原站 –  新野站 –  木谷站 –  大橋站 –  苗代田站 –  池新田站

## 巴士業務
截至1934年，共有12條路線。車輛方面，共有11架巴士行走，另外設有5架後備巴士

## 遺址

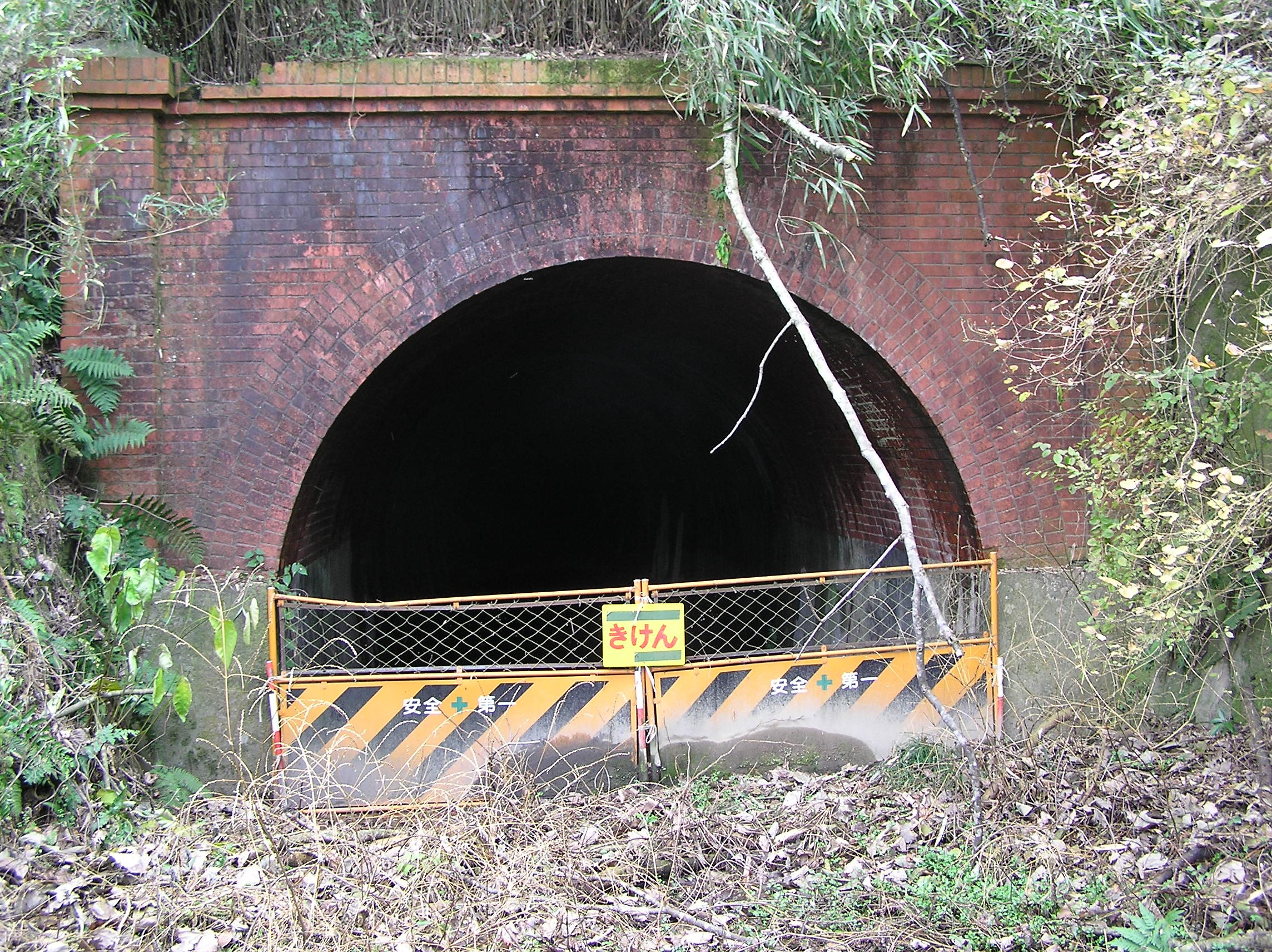
佐栗谷隧道

- 佐栗谷隧道（日语：／）
連接菊川市高橋字佐栗谷和御前崎市新野之間，全長93.3米[注 4]的隧道。兩端入口使用磚頭砌成，隧道在靜岡縣道37號掛川濱岡線（日语：静岡県道37号掛川浜岡線）舊道隧道旁。在夏天長滿了雜草。在御前崎市一方的入口已經被淹埋。在菊川市一方的入口還存在，入口被菊川市設置的路障封鎖著，不可讓人們進入。在御前崎市一方的路軌遺址變成農道。
- 在終點附近的靜岡縣立池新田高校（日语：静岡県立池新田高等学校）附近的住宅區中，豎立著「奧圖之道」的標誌。

## 注腳